# Герб Бермудских Островов
Герб Бермуд изображает красного льва, держащего щит с изображением тонущего корабля. Принят в качестве герба колонии в 1910. Лев, являющийся символом метрополии Бермуд Англии, изображен в весьма необычной позе - сидящим на траве в анфас к зрителю. Лев держит щит, на котором изображено крушение фрегата Вирджинской компании Морская удача (англ. Sea Venture), затонувшего в 1609 у берегов Бермуд. Все его пассажиры спаслись, основав первое поселение на островах.
Красный лев, вцепившийся в геральдический щит передними лапами и зажавший его задними, — символ Великобритании. Под щитом на ленте девиз: «Quo fata ferunt» (лат)., означающий «Куда занесёт [нас] судьба». Крушение «Морской удачи» у Бермудских островов дало, как полагают, сюжет для знаменитой пьесы В. Шекспира «Буря».